# Advanced Simulated Radar Client
ASRC o Advanced Simulated Radar Client (cuya traducción sería cliente avanzado de radar simulado) es una aplicación informática para PC que simula los sistemas y pantallas de radar del sistema de control del tráfico aéreo del mundo real cuando se conecta a la red de simulación de vuelo y tráfico aéreo VATSIM, que es una red de tipo multijugador masivo en línea. 

## Descripción
ASRC está diseñado para reproducir, con todo el detalle posible, dependencias de control de tráfico aéreo reales en la red de simulación de tráfico aéreo VATSIM. El programa es en realidad un cliente de vigilancia y control que hace de interfaz de la red VATSIM, similar a las simulaciones de vuelo multijugador, como Microsoft Flight Simulator, pero con la diferencia de que ASRC reproduce el puesto de trabajo de un controlador de tránsito aéreo, en vez de la aeronave de un piloto. La aplicación permite la comunicación de voz con pilotos y otros controladores a través de la red VATSIM (mediante Voz sobre IP), además de mostrar los datos del tráfico de la red en directo sobre una pantalla de radar simulada. 
La primera versión de ASRC apareció a principios de 2003 desplazando a ProController, un simulador de ATC parecido pero más antiguo. Desde la aparición de ASRC, ProController ha sido declarado oficialmente obsoleto en la red VATSIM. La versión actual de ASRC está diseñada específicamente para VATSIM y no es compatible con ninguna otra red de simulación. ASRC es uno de los dos clientes de radar simulado usados comúnmente con VATSIM, siendo el otro Virtual Radar Client (VRC).
No se han publicado ni están previstas versiones del programa para Linux, Macintosh u otros sistemas operativos o plataformas; sin embargo algunos usuarios han conseguido algún éxito al ejecutar ASRC sobre otros sistemas operativos usando capas de compatibilidad con Windows, tales como Wine y Cedega. 
ASRC es software no libre, pero es gratuito. 